# Manuele Guzzo
Manuele Guzzo (Firenze, 5 agosto 1975) è un ex calciatore italiano, di ruolo difensore.

## Carriera
È cresciuto nella Lucchese, dove gioca cinque stagioni di Serie B fino al 1999 (l'esordio tra i cadetti è avvenuto il 19 febbraio 1995 in Lucchese-Cesena 1-1). Terminata l'esperienza rossonera, viene ceduto al Cosenza con cui gioca ancora in cadetteria, categoria nella quale militerà anche la stagione successiva alla Pistoiese e poi di nuovo con il Cosenza, club che lascia nell'estate del 2002 dopo aver totalizzato 49 presenze e 3 gol in campionato.
Nel 2002 viene infatti ingaggiato dalla Florentia Viola, sorta dalla ceneri della Fiorentina, nel tentativo di vincere il campionato di Serie C2, impresa che riesce. Nell'estate del 2003 la società toscana riassume il nome storico e viene ripescata in Serie B, categoria nella quale Guzzo disputerà la sua ultima presenza, prima di passare alla Lodigiani in C1 con cui realizza 5 reti in 32 partite. L'anno dopo passa al Chieti con cui retrocede in Serie C2 nonostante sia sceso in campo solo in 8 occasioni.
In seguito continua a giocare nelle categorie minori indossando le maglie del Pescina e dell'Isola Liri (vincendo due edizioni consecutive dalla Serie D), del Cassino in Serie C2 e infine del Pisa, che lo acquista nell'estate del 2009 e con cui vince il successivo campionato di Serie D.
Nel 2010 si accasa al Lammari in Eccellenza Toscana dove segna 2 reti nella squadra che giunge al settimo posto nel girone A. Resta nella squadra gialloblù anche nella stagione successiva.
Complessivamente ha totalizzato 164 presenze (con 5 reti) in Serie B.

## Palmarès
- Campionato italiano Serie C2: 1

Florentia Viola: 2002-2003 (girone B)
- Campionato italiano Serie D: 3

Pescina Valle del Giovenco: 2006-2007 (girone F)
Isola Liri: 2007-2008 (girone G)
Pisa: 2009-2010 (girone D)